# Antikiller
Antikiller (russisk: Антикиллер) er en russisk spillefilm fra 2002 af Jegor Kontjalovskij.

## Medvirkende
- Gosja Kutsenko som Korenev
- Mikhail Uljanov
- Sergej Sjakurov
- Aleksandr Beljavskij
- Ivan Bortnik